# BMW R 25/2

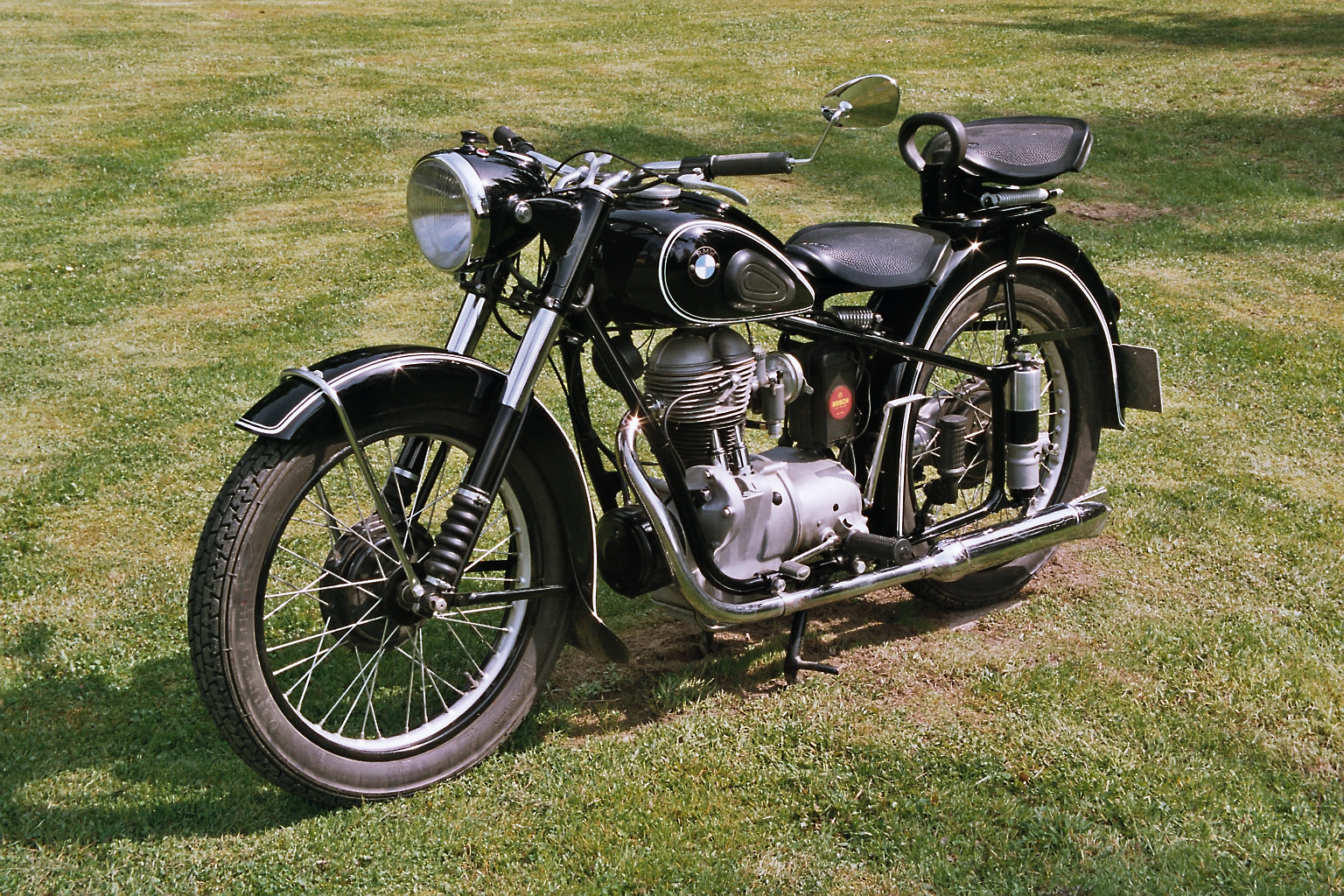
BMW R 25/2 Originalrestauration

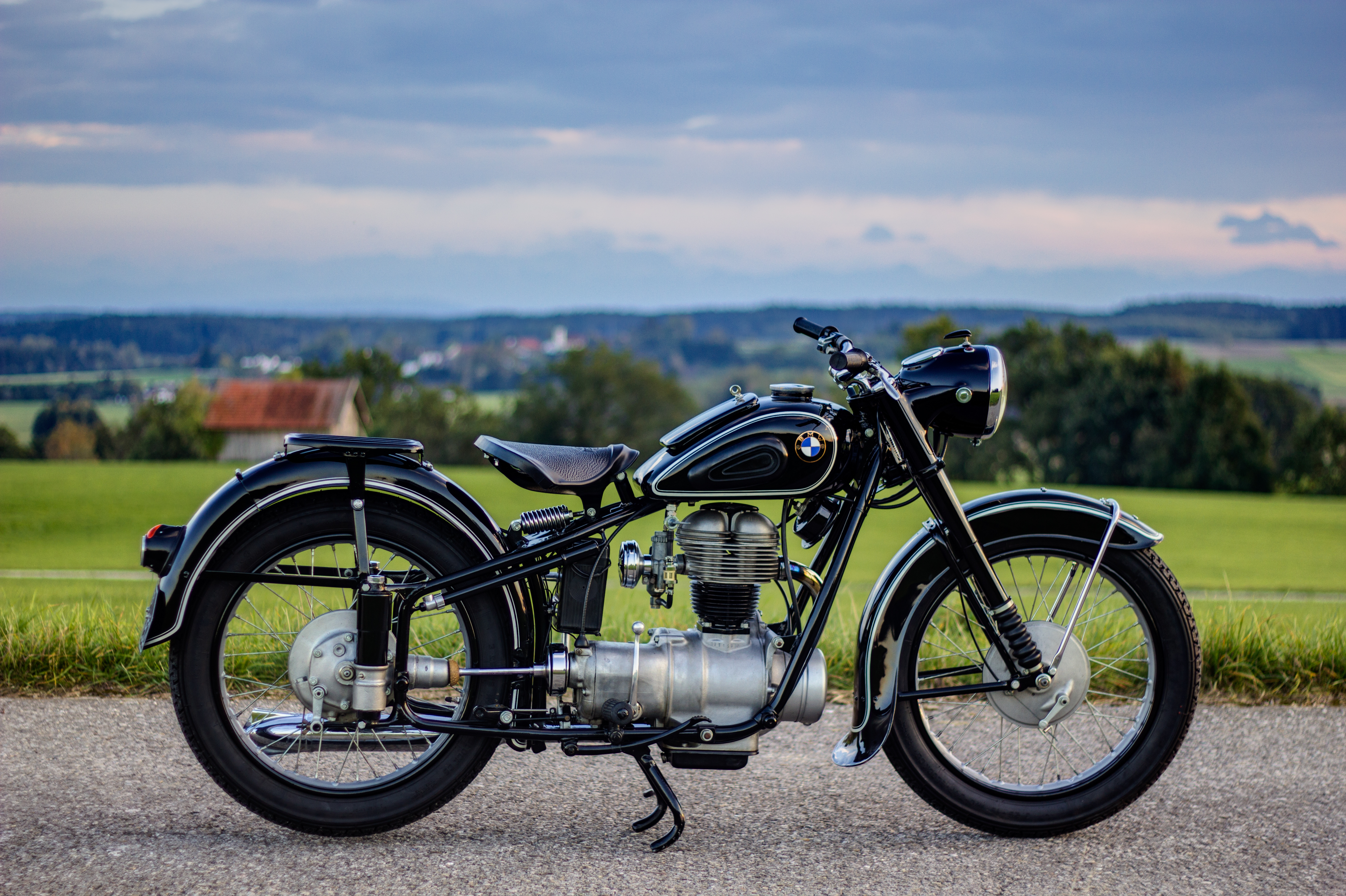
BMW R 25/2 Bj. 1953. Gut zu erkennen sind der Handschalthebel des Getriebes und die Tachowelle am Getriebeausgang.

Die BMW R 25/2 war ein Motorrad der Bayerischen Motoren Werke, das ab 1951 gebaut wurde. Es war das Nachfolgemodell der R 25.

## Geschichte

### Entwicklung
Der Vorgänger der R 25/2 war das Modell BMW R 25 mit Teleskopgabel und Geradweg-Hinterradfederung. Von ihr  unterscheidet sich die R 25/2 nur geringfügig. Im Gegensatz zur R 25 hat die R 25/2 eine im Scheinwerfergehäuse integrierte Leerlaufkontrollleuchte sowie verschiedene verchromte Bauteile, die bei der R 25 noch schwarz lackiert waren.

### Vermarktung
Ende 1951 betrug der Preis für das Motorrad 1990 DM. Die Produktion wurde im Oktober 1953 nach 38.651 Einheiten mit dem Serienanlauf der R 25/3 beendet.

## Konstruktionsmerkmale
Der Doppelrohrrahmen ist aus Stahlrohr geschweißt mit seitlich angebrachten Kugelköpfen für den Seitenwagenbetrieb. Der LS 200 [1] von Steib war ein angemessener Seitenwagen, der jedoch eine geänderte Zahnradübersetzung im Achsantrieb und einen Austausch des Tachometers erfordert. Die Schutzbleche und der Tank sind aus Stahlblech. Das vordere Schutzblech hat noch den geschwungenen Schmutzlappen ins Stahlblech mit eingearbeitet, der bei den späteren Modellen R 26 und R 27 fehlt. Der Motorblock ist wie das Getriebe und der Hinterachsantrieb aus Aluminiumguss. Der Schalldämpfer-Endtopf ist direkt am Rahmen mit Blechlaschen befestigt.

### Motor
Der Motor ist ein längs eingebauter Einzylinder-Viertakt-Motor mit seitlicher Nockenwelle und außen neben dem Grauguss-Zylinder in verchromten Stahlrohren laufenden Stoßstangen. Diese betätigen die hängenden Ventile im Aluminiumguss-Zylinderkopf über Kipphebel (OHV). Kipphebel und Kolbenbolzen sind in Bronzebuchsen gelagert, die Kurbelwelle in Wälzlagern. Die Nockenwelle wird über eine Simplexkette von der Kurbelwelle aus angetrieben. Die Ölpumpe ist eine Zahnradpumpe in der Ölwanne, die über einen Schneckentrieb (Untersetzung) von der Nockenwelle angetrieben wird.
Auf dem vorderen Kurbelwellenstumpf sitzt die Gleichstrom-Lichtmaschine, zusammen mit dem Laderegler für den Bleiakku spritzwasserdicht gekapselt unter einem Stahlblech-Deckel. Auf dem hinteren Kurbelwellenstumpf sitzt die schwere Schwungscheibe (mit – im Schauloch einsehbarer – Zündeinstellmarkierung), welche die Einscheibentrockenkupplung aufnimmt. Die Kupplung wird über ein Axiallager mit einer durch die hohle Getriebehauptwelle verlaufenden Druckstange betätigt. Der Vergaser ist ein 22-er Bing-Schwimmerkammervergaser (Modell: 1/22/44) mit konischer Nadel im Rundschieber. Das Nass-Luftfilterelement befindet sich direkt auf dem Vergaser. Der Ansaugfilter ist ein Stahlnetz, welches mit Öl benetzt wird, an dem der Staub sich festsetzt. Er dient der groben Filterung der Ansaugluft. Der Luftfilter wird zur Wartung nicht gewechselt, sondern gereinigt und mit Öl neu benetzt.

### Antrieb
Der Antrieb mit Kardanwelle erfordert am Getriebeausgang ein winkelbewegliches Übertragungselement. Dazu ist bei diesem Modell noch eine schwarze Gummi-Vierlochscheibe (Hardyscheibe) am Zweifingerflansch des Getriebes aufgeschoben, die das Drehmoment der Getriebeausgangswelle auf die Zweifingeraufnahme der Kardanwelle überträgt. Diese Hardyscheibe ist wie bei den Nachfolgemodellen aus Stabilitätsgründen mit einem umlaufenden verchromten Stahlring verstärkt. Die Kardanwelle zum Hinterrad ist hochglanzverchromt und läuft offen. Das am Winkelgetriebe befestigte Kreuzgelenk ist gegen Staub mit einer Alu-Schraubkappe abgedeckt. Gegen diese Schraubkappe läuft ein mit der Welle rotierender Dichtungsgummi, der den losen Schmutz aus dem Kardangelenk fernhält. Das Winkelgetriebe im Alugusskorpus ist ein Kegelradgetriebe mit 90°-Umlenkung.

### Räder, Bremsen
Die R 25/2 hat 19″-Stahlfelgen und Halbnabenbremsen („Dosendeckel“-Bremsen), die nicht die Verzögerungswerte erreichen wie die Aluminiumnaben der Nachfolgemodelle mit größerer Bremsfläche.

## Technische Daten
| Bohrung                | 68 mm                                       | 68 mm                                       | 68 mm                                       |
| Hub                    | 68 mm                                       | 68 mm                                       | 68 mm                                       |
| Hubraum                | 247 cm³                                     | 247 cm³                                     | 247 cm³                                     |
| Leistung               | 12 PS (8,8 kW) bei 5800 min−1               |                                             |                                             |
| Verdichtungsverhältnis | 6,5: 1                                      | 6,5: 1                                      | 6,5: 1                                      |
| Höchstgeschwindigkeit  | 105 km/h (liegend), 80 km/h mit Seitenwagen | 105 km/h (liegend), 80 km/h mit Seitenwagen | 105 km/h (liegend), 80 km/h mit Seitenwagen |
| Leergewicht            | 142 kg                                      | 142 kg                                      | 142 kg                                      |
| Gesamtgewicht          | 300 kg                                      | 300 kg                                      | 300 kg                                      |
| Tankinhalt             | 12 L                                        | 12 L                                        | 12 L                                        |
| Reifengröße            | 3.25 – 19                                   | 3.25 – 19                                   | 3.25 – 19                                   |